# Do-while循环

do-while循环执行过程

do-while循环（英語：do while loop），也有稱do循环，是電腦程式語言中的一種控制流程語句。主要由一個代碼塊（作為迴圈）和一個表達式（作為迴圈條件）組成，表達式為布林（boolean）型。迴圈內的代碼執行一次後，程序會去判斷這個表達式的返回值，如果這個表達式的返回值為“true”（即滿足迴圈條件）時，則迴圈內的代碼會反覆執行，直到表達式的返回值為“false”（即不滿足迴圈條件）時終止。程序會在每次迴圈執行一次後，進行一次表達式的判斷。
一般情況下，do-while迴圈與while循环相似。兩者唯一的分別：do-while迴圈將先會執行一次迴圈內的代碼，再去判斷迴圈條件。所以無論迴圈條件是否滿足，do-while迴圈內的代碼至少會執行一次。因此，do-while迴圈屬於後測循環（post-test loop）。
一些語言有其他的表達方式。例如Pascal就提供 repeat until 循环，運作方法剛剛相反。 repeat 部分不斷重複，直到 until 條件滿足。換言之， until 條件是 false 的時候，迴圈會繼續執行。

## 程序示例

### C
```
#include
 
<stdio.h>

#include
 
<stdlib.h>

int
 
main
()

{
  

    
int
 
i
 
=
 
5
;
 
/*宣告整數i*/

    
do
 
{

        
i
--
;

    
}
 
while
 
(
i
 
>
 
0
);

    
printf
(
"%d"
,
i
);

    
return
 
0
;

}

```

### C#
```
using
 
System
;

namespace
 
test

{

    
class
 
Program

    
{

        
static
 
void
 
Main
(
string
[]
 
args
)

        
{

            
int
 
i
 
=
 
5
;
 
/*宣告整數i*/

            
do
 
{

                
i
--
;

            
}
 
while
 
(
i
 
>
 
0
);

            
Console
.
WriteLine
(
i
);

        
}

    
}

}

```

### Java
```
class
 
main
 
{

    
public
 
static
 
void
 
main
 
(
String
 
args
[]
){

    
int
 
i
 
=
 
5
;

    
do
 
{

        
i
--
;
 
// 迴圈

    
}
 
while
 
(
i
 
>
 
0
);
 
// 迴圈條件

    
System
.
out
.
println
(
i
);

    
}

}

```